# Saint-Pierre-d’Aurillac
Saint-Pierre-d’Aurillac ist eine französische Gemeinde mit 1.277 Einwohnern (Stand: 1. Januar 2022) im Département Gironde in der Region Nouvelle-Aquitaine. Sie gehört zum Arrondissement Langon und zum Kanton L’Entre-deux-Mers.

## Geographie
Saint-Pierre-d’Aurillac liegt an der Garonne, sechs Kilometer nordöstlich von Langon. Nördlich der Gemeinde liegt Saint-André-du-Bois, östlich Saint-Martin-de-Sescas, südöstlich Castets et Castillon, südwestlich Saint-Pardon-de-Conques und westlich Le Pian-sur-Garonne.

## Bevölkerungsentwicklung
| Jahr                       | 1962 | 1968 | 1975 | 1982 | 1990 | 1999 | 2008 | 2013 | 2020 |
| Einwohner                  | 892  | 908  | 1008 | 1227 | 1249 | 1088 | 1308 | 1320 | 1312 |
| Quellen: Cassini und INSEE |      |      |      |      |      |      |      |      |      |

## Sehenswürdigkeiten

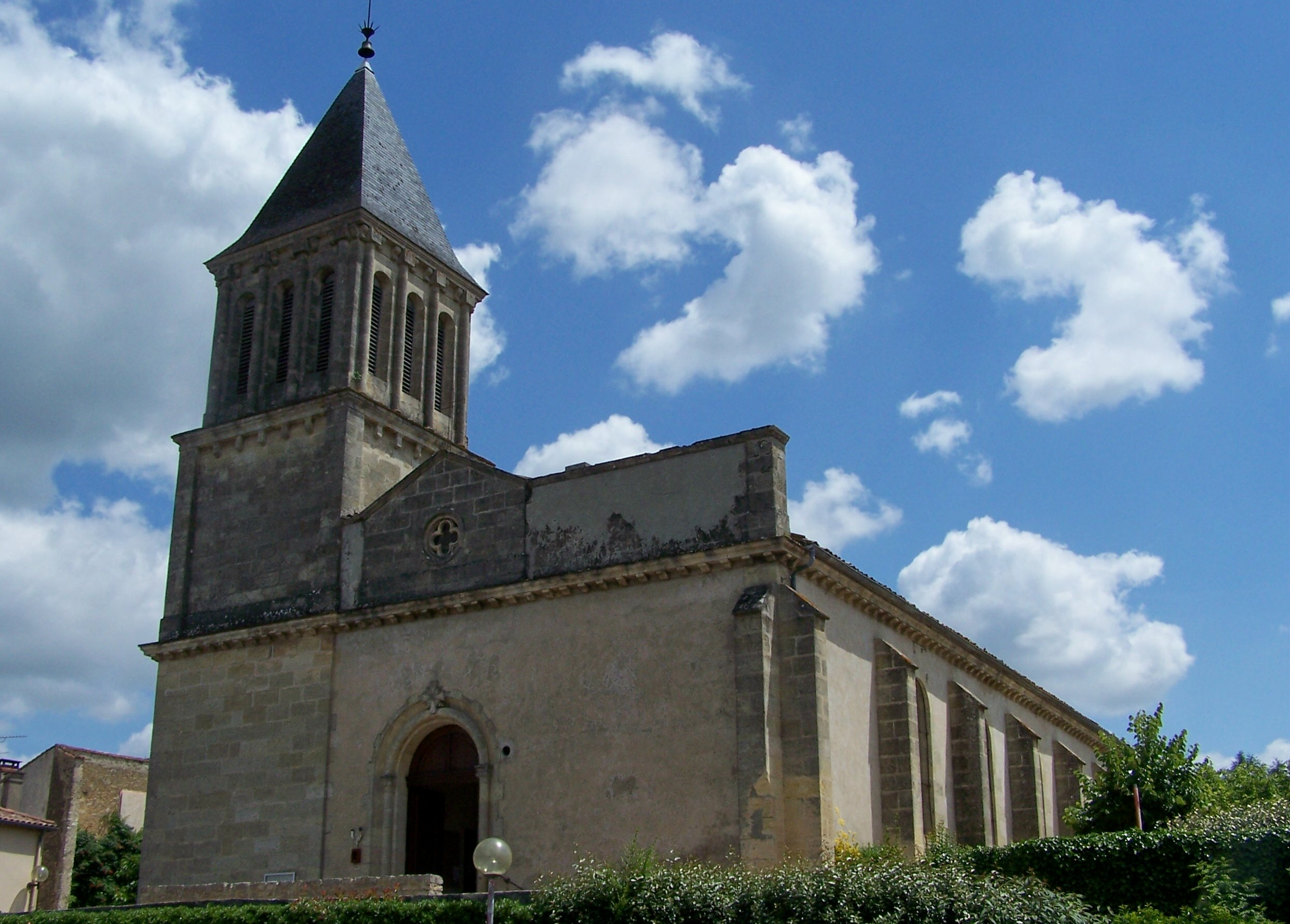
Kirche Saint-Pierre
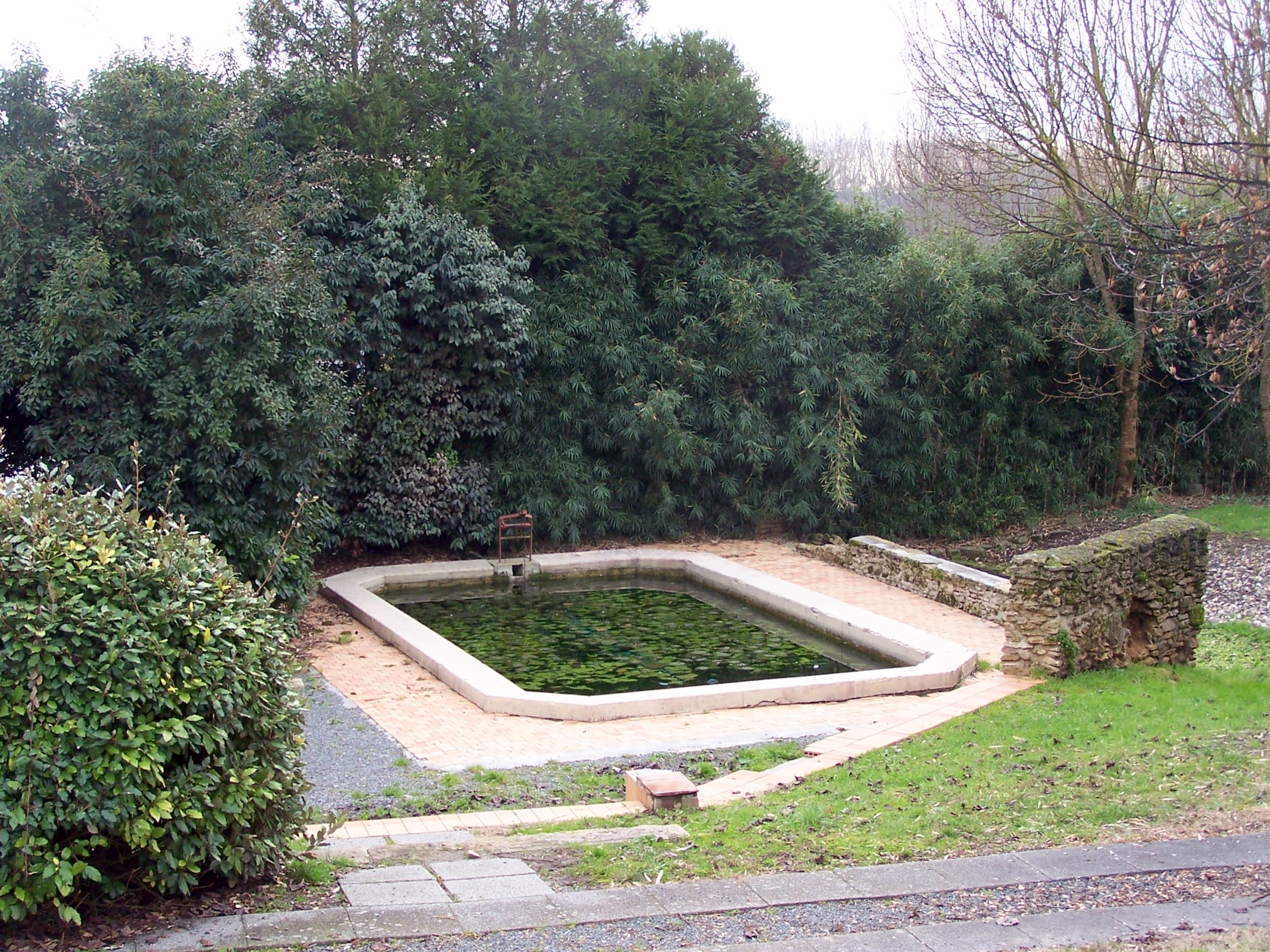
Ehemaliger öffentlicher Waschplatz nahe der Kirche
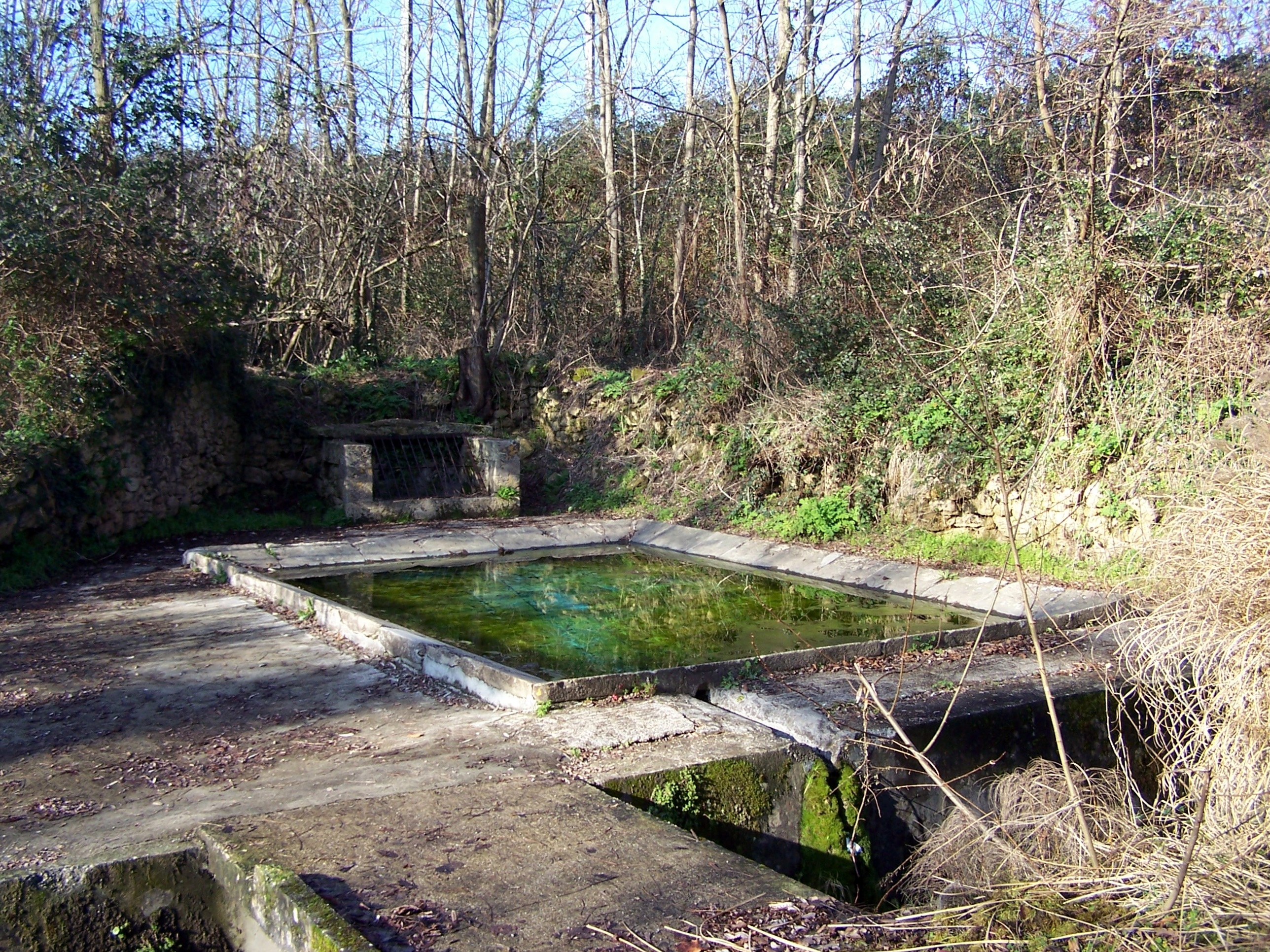
Ehemaliger öffentlicher Waschplatz de la Mane
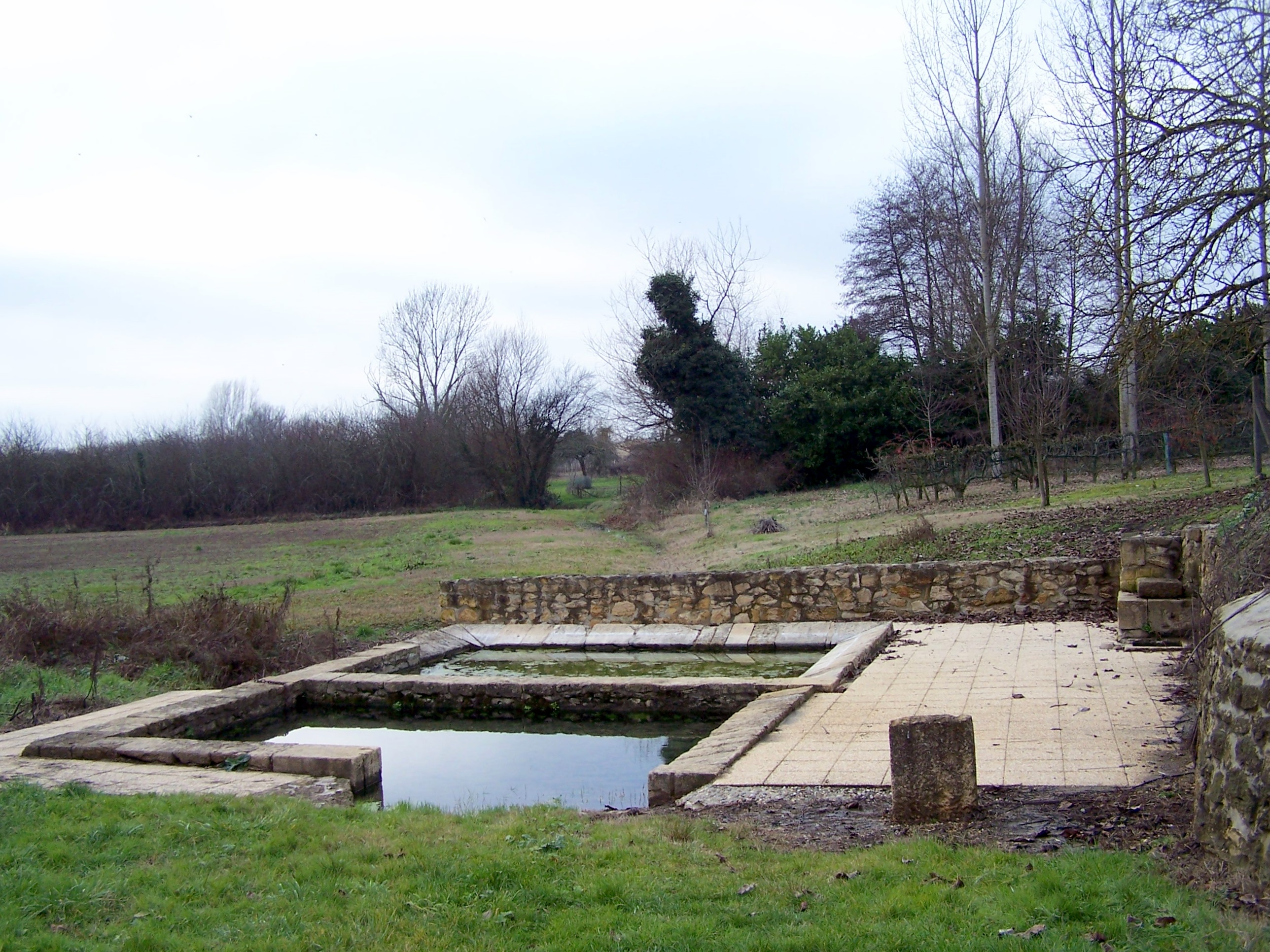
Reste des Lavoirs in Rabaneau
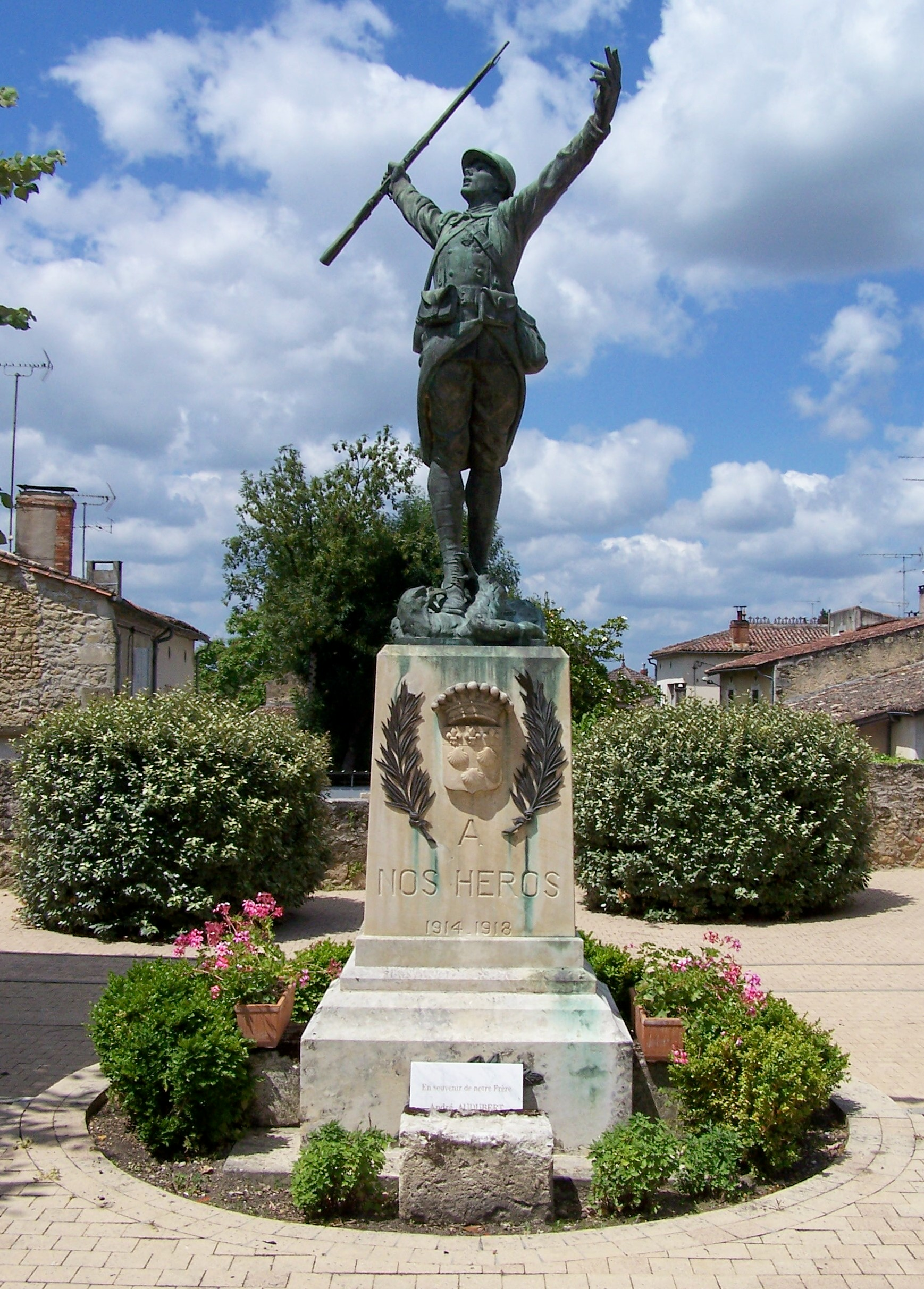
Gefallenendenkmal
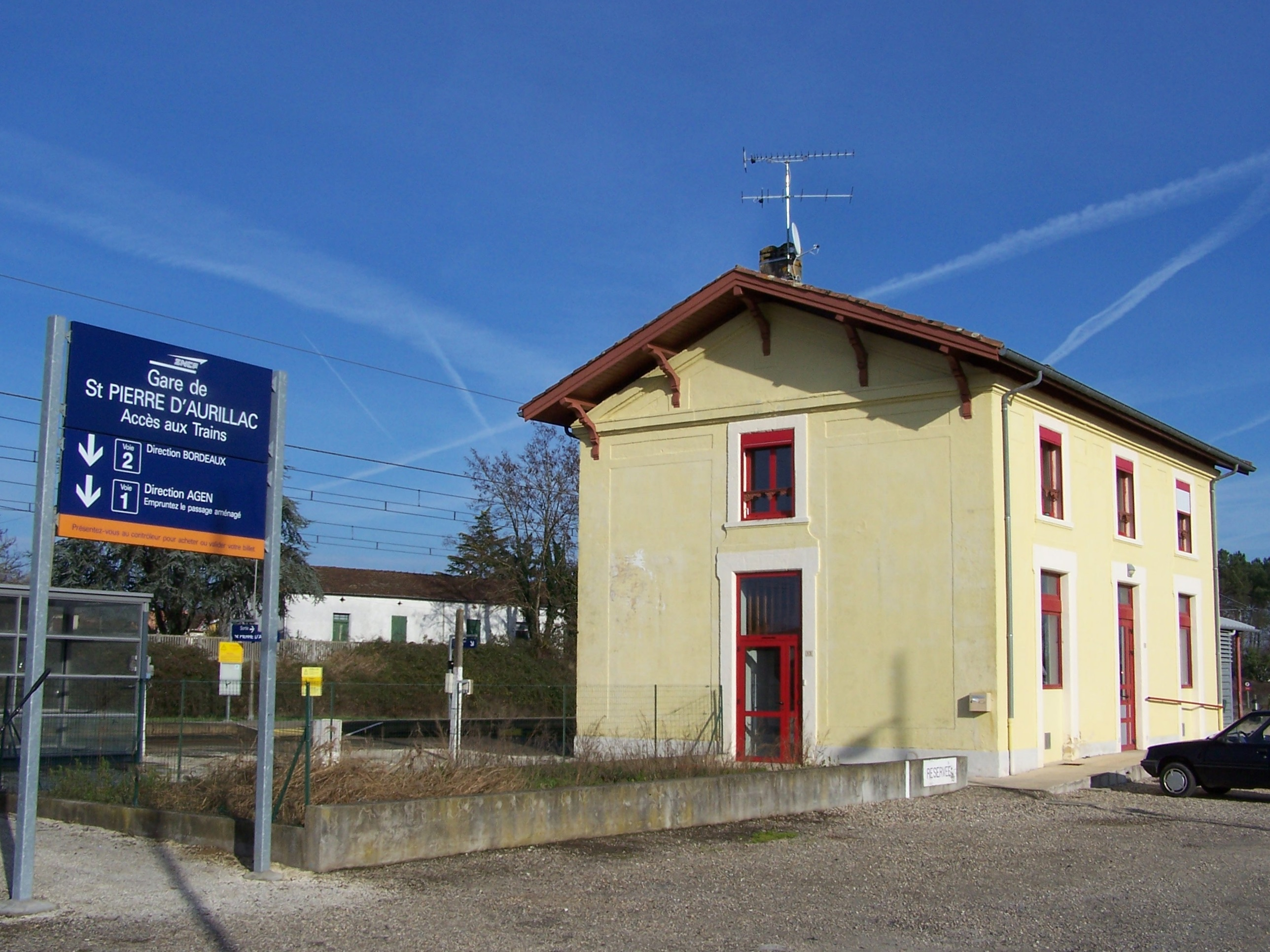
Bahnhof

- Kirche Saint-Pierre
- Ehemaliger öffentlicher Waschplatz nahe der Kirche
- Ehemaliger öffentlicher Waschplatz de la Mane
- Reste des Lavoirs in Rabaneau
- Gefallenendenkmal
- Bahnhof

## Gemeindepartnerschaften
Mit den französischen Gemeinden Morfontaine und Thil im Département Meurthe-et-Moselle (seit 1972) und der palästinensischen Gemeinde Al-Qarara bestehen Partnerschaften.